# Ferenc Kirchknopf
Ferenc Kirchknopf (9 de junio de 1878-1 de marzo de 1949) fue un deportista húngaro que compitió en remo. Ganó tres medallas en el Campeonato Europeo de Remo entre los años 1910 y 1922.

## Palmarés internacional
| Campeonato Europeo | Campeonato Europeo       | Campeonato Europeo | Campeonato Europeo |
| Año                | Lugar                    | Medalla            | Prueba             |
| ------------------ | ------------------------ | ------------------ | ------------------ |
| 1910               | Ostende (Bélgica)        | Medalla de bronce  | Ocho con timonel   |
| 1921               | Ámsterdam (Países Bajos) | Medalla de plata   | Ocho con timonel   |
| 1922               | Barcelona (España)       | Medalla de bronce  | Ocho con timonel   |